# Niphargus sphagnicolus
Niphargus sphagnicolus é uma espécie de crustáceo da família Niphargidae.
É endémica da Eslovénia.